# Герб Тартумаа
Герб Тартумаа — официальный символ уезда Тартумаа, одного из уездов Эстонии. Впервые принят в 1930 году, современный вариант — в 1996 году.

## Описание и символика
Щит разделён волнистой серебряной перевязью, отягощённой двумя узкими лазуревыми. В верхней лазуревой части золотая шестиконечная звезда, в нижней изумрудной — золотая ветка дуба с листьями и плодами.
Серебряная и лазуревая полосы символизируют реку Эмайыги; звезда — Тартуский университет, важный центр культуры и образования; дубовая ветвь — традиции и культуру Эстонии.

## История
В 1920-х годах началась разработка проектов гербов уездов Эстонии. Одним из авторов проектов стал историк и филолог Пауль Йохансен, предложивший проект герба Тартуского уезда, который был опубликован 19 декабря 1926 года в газете «Postimees»: «В щите наискось волны, сверху звезда, внизу дуб. Цвета: поле жёлтое, волны синие, звезда серебряная, дуб зелёный. Волны напоминают реку Эмайыги, делящую уезд на две половины, звезда означает Тартуский университет, благодаря которому Эстония получает культуру и образование, дуб олицетворяет народные традиции и песенные праздники. Жёлтый и синий являются шведскими национальными цветами и напоминают о том, что Тартуский университет был основан шведами». После доработки проект был одобрен Тартуским уездным советом 14 июля 1930 года и Правительством Республики в октябре 1930 года.
Однако позднее на основе герба 1930 года был разработан новый герб, аналогичный современному, который был утверждён государственным старейшиной Константином Пятсом 5 февраля 1937 года постановлением № 53. 25 сентября 1996 года Государственная Канцелярия Эстонской Республики зарегистрировала герб современного Тартуского уезда, которым стал герб Тартуского уезда 1937 года без изменений.